# Dennis Hulshoff
Dennis Hulshoff (Deventer, 20 januari 1970) is een Nederlands voormalig voetballer. De verdediger (rechtsback) kwam in zijn loopbaan uit voor twee Nederlandse profploegen: Go Ahead Eagles en FC Twente.

## Loopbaan
Hulshoff maakte in 1989 zijn profdebuut bij Go Ahead Eagles, dat destijds in de Eerste divisie speelde. In 1992 promoveerde hij met deze ploeg naar de Eredivisie. Na vier seizoenen zakte de ploeg weer terug naar de Eerste divisie. In 1997 vertrok Hulshoff van Go Ahead naar FC Twente.
Voor Twente speelde hij vijf seizoenen. Het hoogtepunt was het winnen van de KNVB beker in 2001. De finale tegen PSV eindigde in 0-0, zodat strafschoppen de beslissing moesten brengen. Hulshoff benutte de zesde strafschop in de reeks, waarna PSV'er Joonas Kolkka zijn inzet door Twente-doelman Sander Boschker gestopt zag worden.
In 2002 ging Hulshoff terug naar Go Ahead Eagles, waarvoor hij nog drie seizoenen uitkwam. 
Dennis Hulshoff is een neefje van oud-international Barry Hulshoff en voormalig Vitesse-speler Ben Hulshoff. 